# ГАЗель NEXT
«ГАЗель Next» — семейство российских малотоннажных грузовых автомобилей, серийный выпуск которых начался на Горьковском автомобильном заводе с 9 апреля 2013 года. Модели представляют собой второе поколение малотоннажных грузовых автомобилей ГАЗ и являются «преемниками» семейства моделей «ГАЗель Бизнес». Новая модель (заводской индекс A21RXX) отличается от предыдущей новой кабиной поколения Next c эргономичной приборной панелью, подушками безопасности, элетростеклоподъёмниками и целым рядом новшеств, а также удлинённой колёсной базой, коробкой передач собственной разработки с переключением передач «джойстиком», новой подвеской, новыми тормозами и реечным рулевым механизмом с гидроусилителем руля. Заметным конструктивным отличием от моделей предыдущего поколения является независимая двухрычажная передняя подвеска — вместо зависимой рессорной.
С 2014 года серия «ГАЗель NEXT» (A21RXX) дополнена двухкабинной версией (A22RXX), а с весны 2016 года — цельнометаллическими фургонами (A31RXX), в том числе в версии комби (A32RXX), на базе которых с 2017 года выпускают малые 14-17-местные автобусы (A65RXX). Ранее (с марта 2014 года) был освоен выпуск каркасно-панельных городских малых автобусов серии Citiline (A63R4X и A64R4X) с усиленной ходовой частью.
С ноября 2017 года выпускается усиленная бортовая модель «ГАЗель Next» (C41R92) полной массой 4,6 т, на шасси которой с весны 2019 года производится 17-кубовый ЦМФ и 22-местный малый автобус А65R52.
В конце 2020 года в продажу поступили модификации с дизельным двигателем VW EA189.

## История разработки
Производство прототипов началось в 2011 году, в частности, для этого на заводе штампов и пресс-форм был запущен пресс гидроэластичной штамповки Quintus FlexForm. Особенностью данного пресса является использование односторонней оснастки (матрицы), при этом давление, создаваемое жидкостью, достигает 100 МПа. Первым изготовленным изделием на новом оборудовании стал капот «ГАЗель-Next».
В 2012 году планировалось произвести 300 экземпляров модели «ГАЗель-Next» для передачи в опытную эксплуатацию лояльным потребителям.
Прототип второй серии ГАЗель-Next в сентябре 2012 года показали на Московском Международном автомобильном салоне.
9 апреля 2013 года было объявлено о серийном запуске производства. Автомобили начали поступать в дилерскую сеть 11 апреля. В этот же день был куплен первый автомобиль. Также был представлен концепт-кар Соболь NEXT, серийное производство которого началось только в конце 2022 года.
Бензиновые и газовые двигатели на «ГАЗель-Некст» появились лишь в 2014 году, а до этого были только с турбодизелем Cummins китайского производства. Для зимы у дизеля есть подогрев топливных фильтров и предпусковые свечи накаливания. Также автомобиль, в качестве опции, может комплектоваться предпусковым подогревателем для облегчения пуска двигателя в сильный мороз и подогрева охлаждающей жидкости для отопителя. Заявленный ресурс дизельного двигателя — до 500 000 км, и на ТО Next может заезжать каждые 20 000 км.

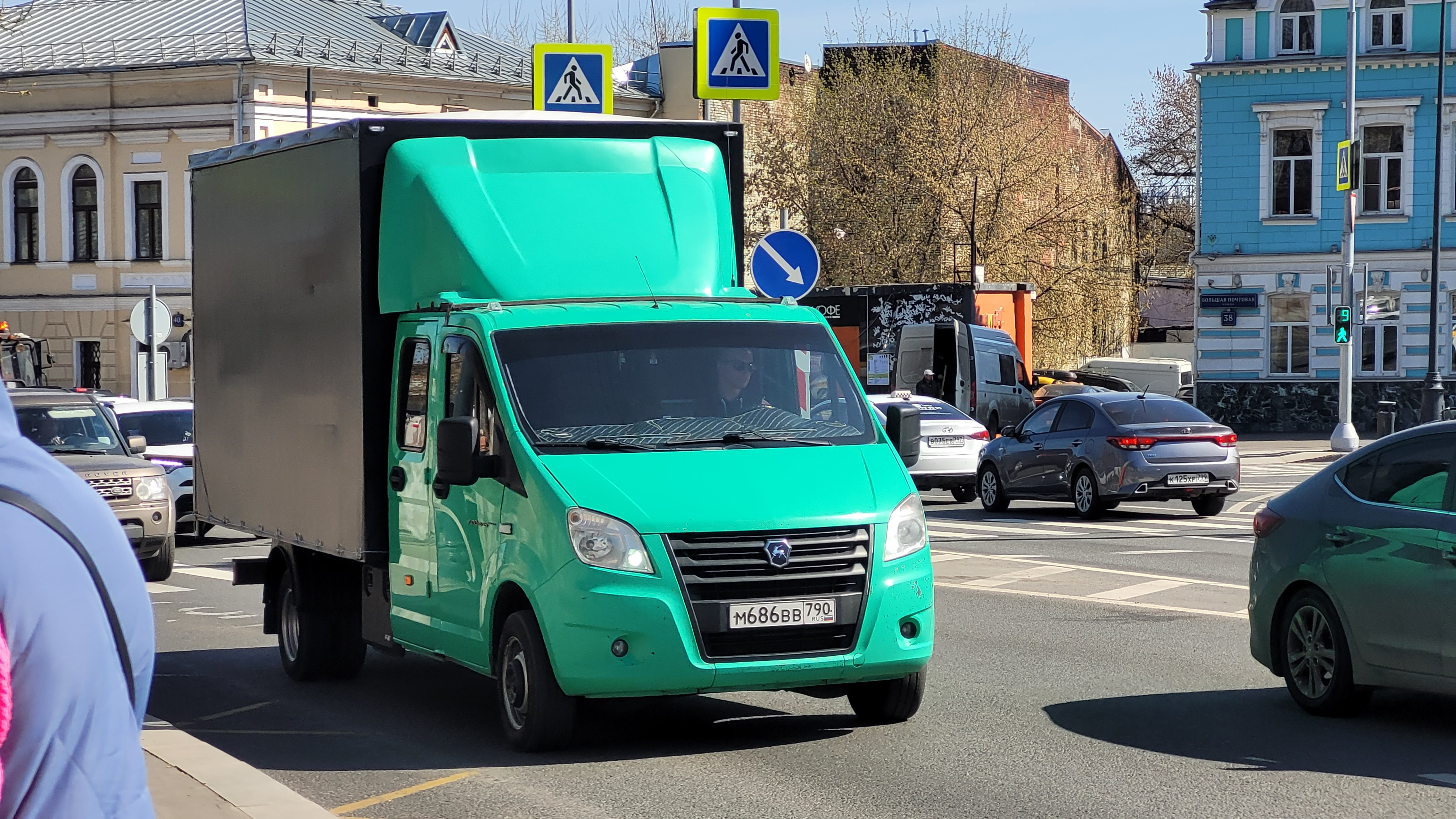
Gazelle Next первых выпусков, 2014 года с зелёной кабиной

С 24 марта 2014 года начался серийный выпуск грузовика с двойной кабиной и автобуса с каркасно-панельным кузовом в городском и междугороднем исполнениях.
В мае 2014 года модель получила Единое европейское одобрение типа транспортного средства, которое позволяет продавать автомобили «ГАЗель NEXT» в странах Европейского союза. В сентябре 2014 года сборка автомобилей для местного рынка началась на заводе Mersa Otomotiv в Турции.
В сентябре 2015 года был представлен цельнометаллический фургон, его продажи стартовали в апреле 2016 года.

## Модификации

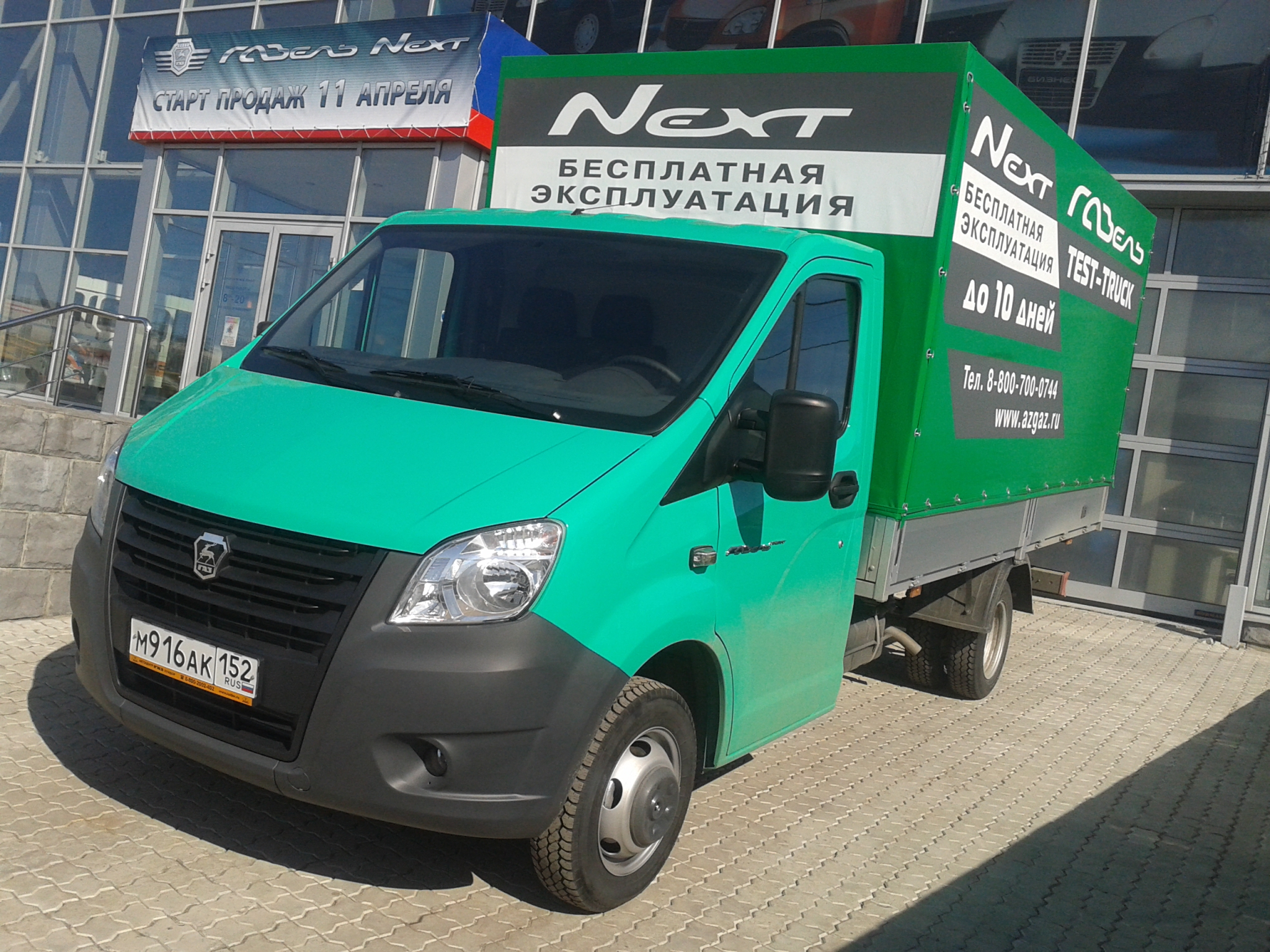
Начало продаж в Нижнем Новгороде. Грузовик ГАЗ-А21R32 для тестовой эксплуатации

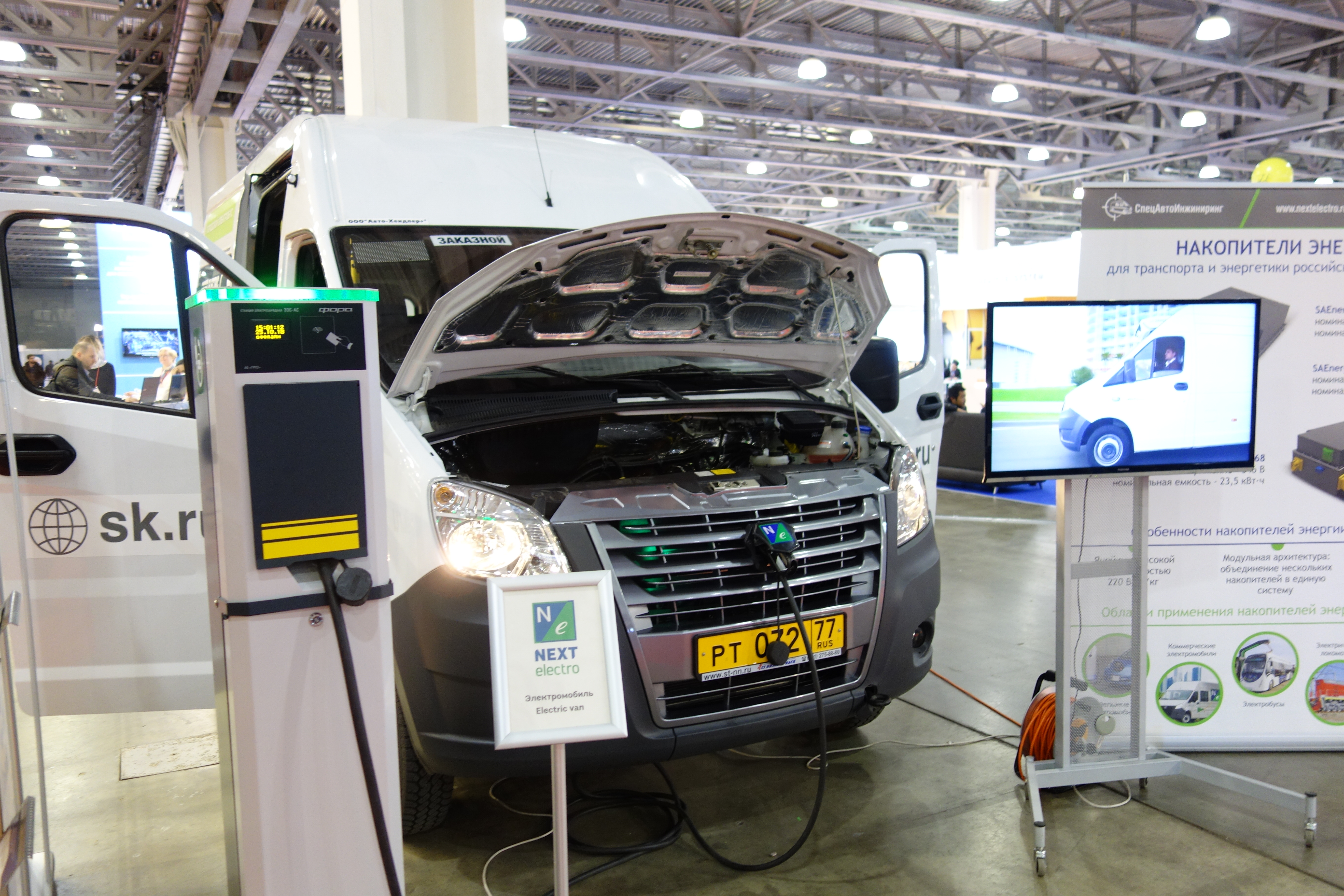
Электробус ГАЗ-7720 «ГАЗель Next electro» на выставке Крокус Экспо, в 2018 году

## Модификации[9]

### Бортовые автомобили

#### С однорядной кабиной

##### Стандартная база
- ГАЗ-А21R22-30 «ГАЗель Next» (Cummins дизельный E-4)
- ГАЗ-А21R23-20 «ГАЗель Next» (УМЗ Evotech E-4)
- ГАЗ-А21R25-20 «ГАЗель Next» (ГБО УМЗ Evotech E-5)

##### Удлинённая база
- ГАЗ-А21R32-30 «ГАЗель Next» (Cummins дизельный E-4)
- ГАЗ-А21R33-10 «ГАЗель Next» (УМЗ Evotech E-4)
- ГАЗ-А21R35-10 «ГАЗель Next» (ГБО УМЗ Evotech E-5)

##### Удлинённая база, усиленная
- ГАЗ-C41R92 «ГАЗель Next» (Cummins дизельный E-5)

#### С двухрядной кабиной

##### Стандартная база
- ГАЗ-А22R22-30 «ГАЗель Next» (Cummins дизельный E-4)
- ГАЗ-А22R23-10 «ГАЗель Next» (УМЗ Evotech E-4)

##### Удлинённая база
- ГАЗ-А22R32-30 «ГАЗель Next» (Cummins дизельный E-4)
- ГАЗ-А22R33-20 «ГАЗель Next» (УМЗ Evotech E-4)
- ГАЗ-А22R35-20 «ГАЗель Next» (ГБО УМЗ Evotech E-5)

##### Удлинённая база, усиленная
- ГАЗ-С42R92 «ГАЗель Next» (Cummins дизельный E-5)

### Цельнометаллические фургоны

#### С однорядной кабиной

##### Стандартная база
- ГАЗ-А31R22-40 «ГАЗель Next» (Cummins дизельный E-4)
- ГАЗ-А31R23-20 «ГАЗель Next» (УМЗ Evotech E-4)

##### Удлинённая база
- ГАЗ-А31R32-40 «ГАЗель Next» (Cummins дизельный E-4)
- ГАЗ-А31R33-20 «ГАЗель Next» (УМЗ Evotech E-4)

##### Удлинённая база, усиленная
- ГАЗ-C45R92 «ГАЗель Next» (Cummins дизельный E-5)

#### С двухрядной кабиной

##### Стандартная база
- ГАЗ-А32R22-40 «ГАЗель Next» (Cummins дизельный E-4)
- ГАЗ-А32R23-20 «ГАЗель Next» (УМЗ Evotech E-4)

##### Удлинённая база
- ГАЗ-А32R32-40 «ГАЗель Next» (Cummins дизельный E-4)
- ГАЗ-А32R33-20 «ГАЗель Next» (УМЗ Evotech E-4)

##### Удлинённая база, усиленная
- ГАЗ-C46R92 «ГАЗель Next» (Cummins дизельный E-5)

### Автофургоны

#### Изотермические

##### Стандартная база
- ГАЗ-А23R22-0011-26-597-60-00-900 «ГАЗель Next» (Cummins дизельный E-4)
- ГАЗ-А23R23-0011-26-597-60-00-900 «ГАЗель Next» (УМЗ Evotech E-4)

##### Удлинённая база
- ГАЗ-А23R33-0011-26-597-60-00-900 «ГАЗель Next» (УМЗ Evotech E-4)

#### Промтоварные

##### Стандартная база
- ГАЗ-А23R23-0011-18-641-60-00-900 «ГАЗель Next» (УМЗ Evotech E-4)

##### Удлинённая база
- ГАЗ-А23R33-0011-18-641-60-00-900 «ГАЗель Next» (УМЗ Evotech E-4)

#### Европлатформы

##### Стандартная база
- ГАЗ-А21R23-0011-96-624-60-00-900 «ГАЗель Next» (УМЗ Evotech E-4)
- ГАЗ-А21R23-0011-96-625-60-00-900 «ГАЗель Next» (УМЗ Evotech E-4, увеличенные размеры фургона)

##### Удлинённая база
- ГАЗ-А21R33-0011-48-624-60-00-900 «ГАЗель Next» (УМЗ Evotech E-4)
- ГАЗ-А21R33-0011-48-625-60-00-900 «ГАЗель Next» (УМЗ Evotech E-4, увеличенные размеры фургона)

### Автобусы

#### ГАЗель Next Minibus
- ГАЗ-A62R33-60 (УМЗ Evotech E-4)
- ГАЗ-A65R23-60 (УМЗ Evotech E-4)
- ГАЗ-A65R32-40 (Cummins дизельный E-4)
- ГАЗ-A65R33-60 (УМЗ Evotech E-4)
- ГАЗ-A65R35-60 (ГБО УМЗ Evotech E-5)
- ГАЗ-A65R52-80 (Cummins дизельный E-5)
- ГАЗ-A66R33 (Школьный, УМЗ Evotech E-4)

#### ГАЗель Next Citiline
- ГАЗ-A67R42 «ГАЗель Next Citiline» (Школьный, Cummins дизельный E-4)

##### Городские
- ГАЗ-A64R42-10 «ГАЗель Next Citiline» (Cummins дизельный E-4)
- ГАЗ-A64R45-50 «ГАЗель Next Citiline» (ГБО УМЗ Evotech E-5)

##### Пригородные
- ГАЗ-A63R42-10 «ГАЗель Next Citiline» (Cummins дизельный E-4)
- ГАЗ-A63R45-50 «ГАЗель Next Citiline» (ГБО УМЗ Evotech E-5)

## Автомобили скорой медицинской помощи и электромобили

### Стандартная база
- ГАЗ-А6AR22 «ГАЗель Next» (класс А, Cummins дизельный E-4)
- ГАЗ-А6BR22 «ГАЗель Next» (класс B, Cummins дизельный E-4)
- ГАЗ-А6CR22 «ГАЗель Next» (класс C, Cummins дизельный E-4)
- ГАЗ-А6AR23 «ГАЗель Next» (класс А, УМЗ Evotech E-4)
- ГАЗ-А6BR23 «ГАЗель Next» (класс B, УМЗ Evotech E-4)
- ГАЗ-А6CR23 «ГАЗель Next» (класс C, УМЗ Evotech E-4)

### Удлинённая база
- ГАЗ-А6AR32 «ГАЗель Next» (класс А, Cummins дизельный E-4)
- ГАЗ-А6BR32 «ГАЗель Next» (класс B, Cummins дизельный E-4)
- ГАЗ-А6CR32 «ГАЗель Next» (класс C, Cummins дизельный E-4)
- ГАЗ-А6AR33 «ГАЗель Next» (класс А, УМЗ Evotech E-4)
- ГАЗ-А6BR33 «ГАЗель Next» (класс B, УМЗ Evotech E-4)
- ГАЗ-А6CR33 «ГАЗель Next» (класс C, УМЗ Evotech E-4)

### Электромобили
- ГАЗ-7720 «ГАЗель Next electro» (электробус)
- ГАЗ-C45R9E «ГАЗель Next» (цельнометаллический фургон с удлинённой базой и однорядной кабиной)
- ГАЗ-C46R9E «ГАЗель Next» (цельнометаллический фургон с удлинённой базой и двухрядной кабиной)
- ГАЗ-A65R3E «ГАЗель Electro-New Next» (цельнометаллический фургон)

ГАЗ совместно с Drive Electro испытывает электромобиль на базе ГАЗели. Это могут быть все модификации машины.

## Новое семейство (рестайлинг): ГАЗель NN (New Next)
ГАЗель NN (New Next) — это рестайлинговая версия ГАЗель Next. Экстерьер кабины новой ГАЗели изменён, для оформления передка дизайнеры выбрали светодиодную оптику. Сама же архитектура передней части осталась прежней и несёт на себе фамильную стилистику.
В новой версии российского Next детализировано сменился капот — он стал более рельефным. Изменились боковые «воздухозаборники» и появился ещё один, центральный. Передний бампер сделан из пластика. Радиаторная решетка получила стильную трехмерную форму. Боковины остались прежними, за исключением корпусов наружных зеркал, которые, как это предлагает концепт ГАЗель Next 2021, отныне будут окрашиваться в цвет кузова. Внутри кабины находится новая передняя панель с прямоугольными воздуховодами, полноценным мульти рулём, оснащенным подогревом, и центральным сенсорным дисплеем.
Слева от дисплея находятся физические кнопки управления, ниже – компактная консоль управления климатом. Справа от руля размещается кнопка запуска двигателя. Отсеки для мелочей, сменили свою форму, но остались на своих местах.
Также усовершенствовано водительское кресло, которое станет мягче за счет пневмоподвески. Что же касается двухместного дивана, то из него можно сделать удобный столик, сложив спинку. Производитель пообещал, что в строю новой Газели Next 2021 модельного года останутся все текущие моторы: 2.8-литровые турбо дизельные двигатели Cummins ISF мощностью 120 и 150 л. с., а также 3.0-литровый бензиновый УМЗ Evotech и его аналог, помимо бензина, потребляющий сжиженный пропан.
Останется доступной и классическая 5-ступенчатая механическая «коробка», тогда как в планах производителя предложить иные варианты, например, «робот» или новую «шестиступку», которая разработана специально для модификаций с новым дизельным двигателем Volkswagen.

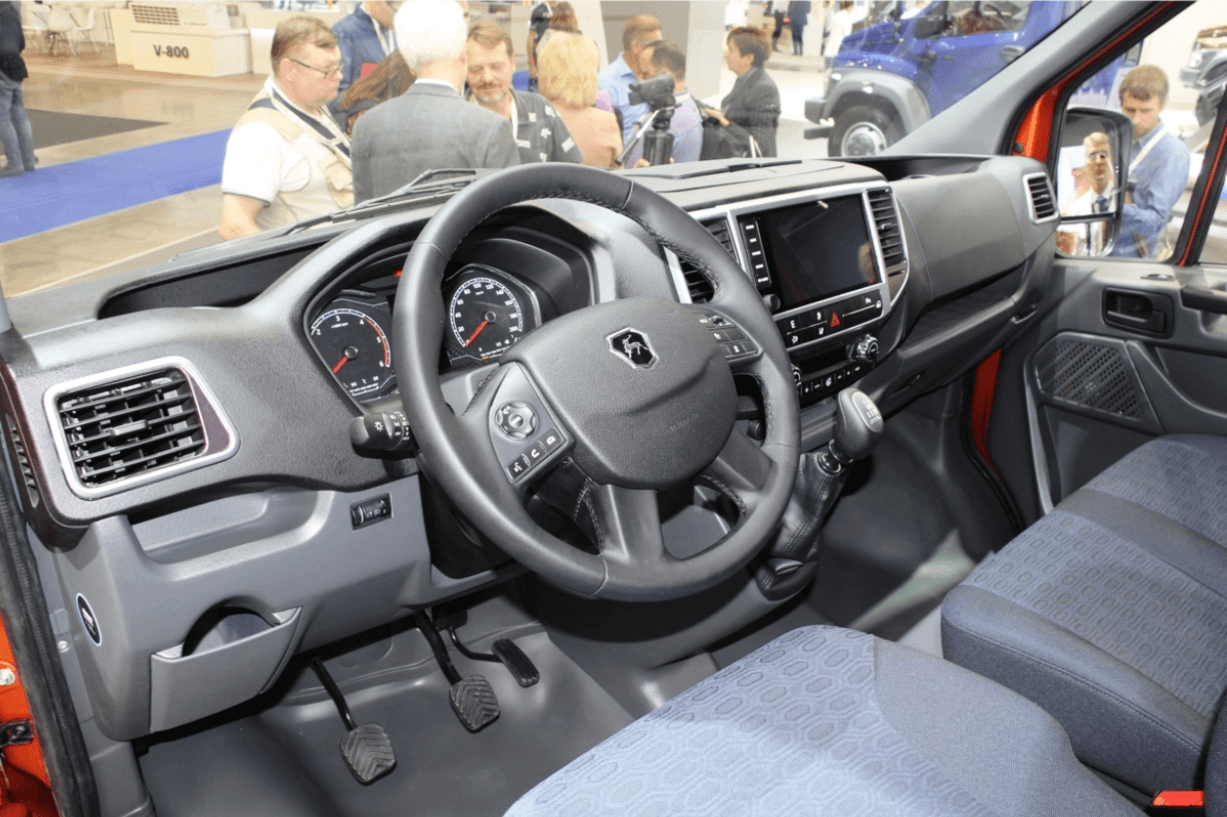
Торпедо Gazelle NN

## Модификации (ГАЗели NN)

### Бортовой автомобиль

#### С однорядной кабиной (3-х местный)

##### Стандартная база
- ГАЗ-A21R22-70 «ГАЗель NN» (Cummins дизельный)
- ГАЗ-A21R23-50 «ГАЗель NN» (УМЗ Evotech бензиновый)
- ГАЗ-A21R25-20 «ГАЗель NN» (УМЗ ГБО УМЗ Evotech)

##### Удлинённая база
- ГАЗ-A21R32-70 «ГАЗель NN» (Cummins дизельный)
- ГАЗ-A21R33-50 «ГАЗель NN» (УМЗ Evotech бензиновый)
- ГАЗ-A21R35-10 «ГАЗель NN» (УМЗ ГБО Evotech)

##### Удлинённая база (4,6 т.)
- ГАЗ-С41R92-80 «ГАЗель NN» (Cummins дизельный)

#### С двухрядной кабиной (7-ми местная)

##### Стандартная база
- ГАЗ-A22R22-70 «ГАЗель NN» (Cummins дизельный)
- ГАЗ-A22R23-50 «ГАЗель NN» (УМЗ Evotech бензиновый)

##### Удлинённая база
- ГАЗ-A22R32-70 «ГАЗель NN» (Cummins дизельный)
- ГАЗ-A22R33-55 «ГАЗель NN» (УМЗ Evotech бензиновый)
- ГАЗ-A22R35-20 «ГАЗель NN» (УМЗ ГБО Evotech)

##### Удлинённая база (4,6 т.)
- ГАЗ-С42R92-80 «ГАЗель NN» (Cummins дизельный)

### Цельнометаллические фургоны

#### Стандарт (3-х местная)

##### Стандартная база
- ГАЗ-A31R32-80 «ГАЗель NN» (Cummins дизельный)
- ГАЗ-A31R23-60 «ГАЗель NN» (УМЗ Evotech бензиновый)
- ГАЗ-A31R22-80 «ГАЗель NN» (GAZ G21)

##### Удлинённая база
- ГАЗ-A31R33-60 «ГАЗель NN» (УМЗ Evotech бензиновый)

##### Удлинённая база (4,6 т.)
- ГАЗ-С45R92-80 «ГАЗель NN» (Cummins дизельный)

#### Комби (7-ми местная)

##### Стандартная база
- ГАЗ-A32R22-80 «ГАЗель NN» (Cummins дизельный)
- ГАЗ-A32R23-60 «ГАЗель NN» (УМЗ Evotech бензиновый)

##### Удлинённая база
- ГАЗ-A32R32-80 «ГАЗель NN» (Cummins дизельный)
- ГАЗ-A32R33-60 «ГАЗель NN» (УМЗ Evotech бензиновый)

##### Удлинённая база (4,6 т.)
- ГАЗ-С46R92-80 «ГАЗель NN» (Cummins дизельный)

## Недокументированные возможности
В приборной панели автомобиля имеется «пасхальное яйцо» — игра «Тетрис».

## Проекты/модели на базе GAZelle NEXT и NN

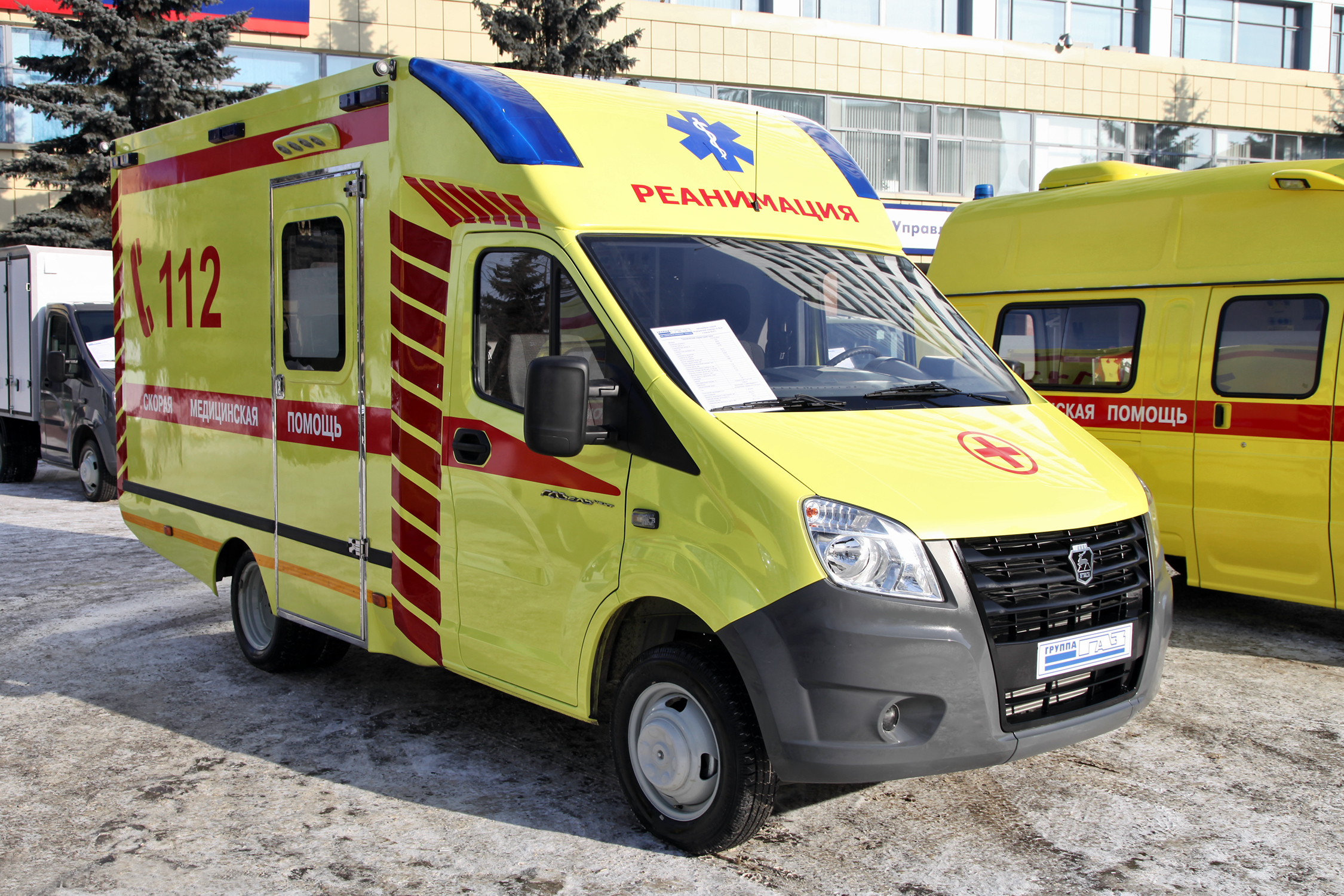
Проект «Скорая помощь/Реанимация» (не цельномет. фургон)
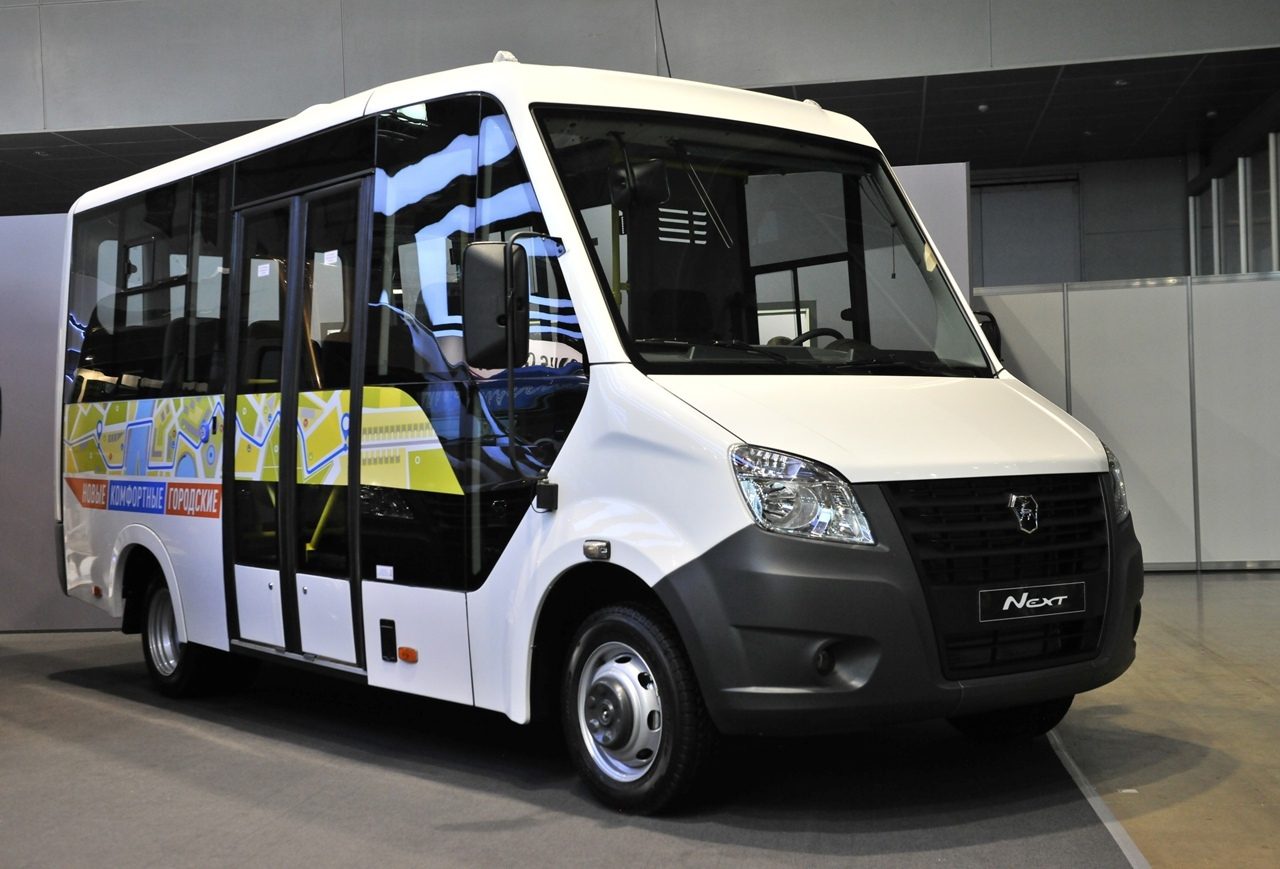
Модель ГАЗель Citiline, отн. так же к Луидор-2250
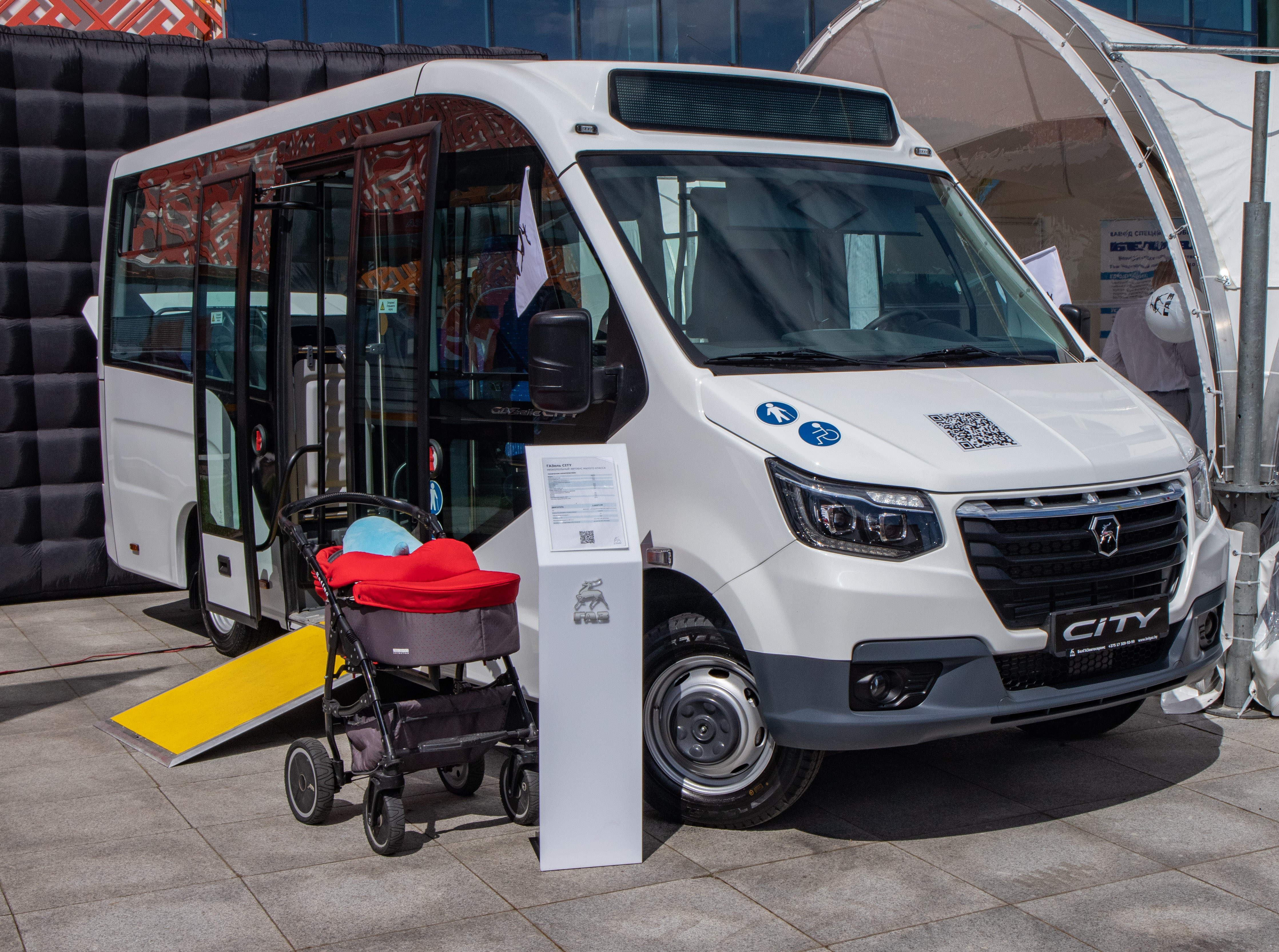
ГАЗель City
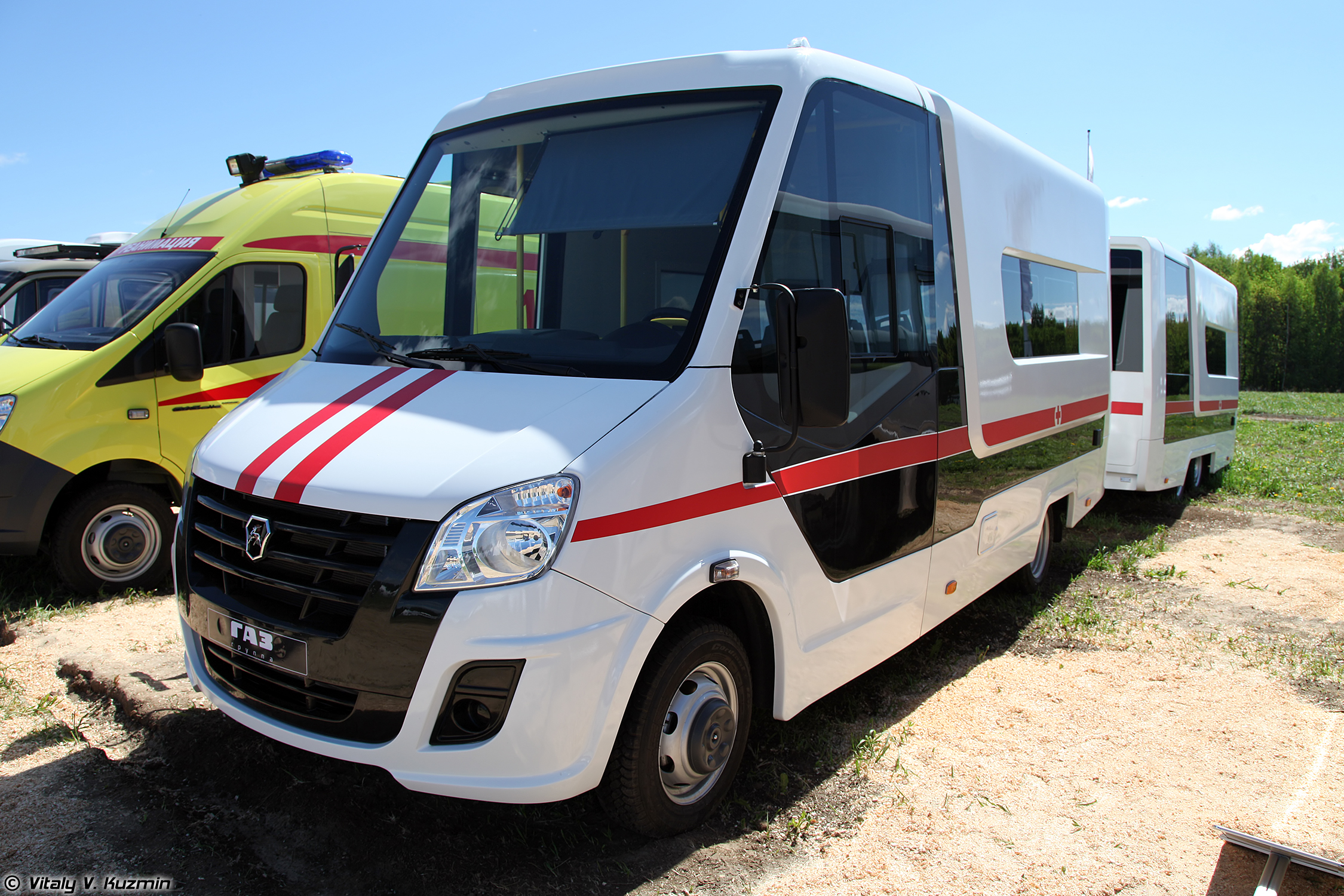
Проект «Мобильный медицинский центр»
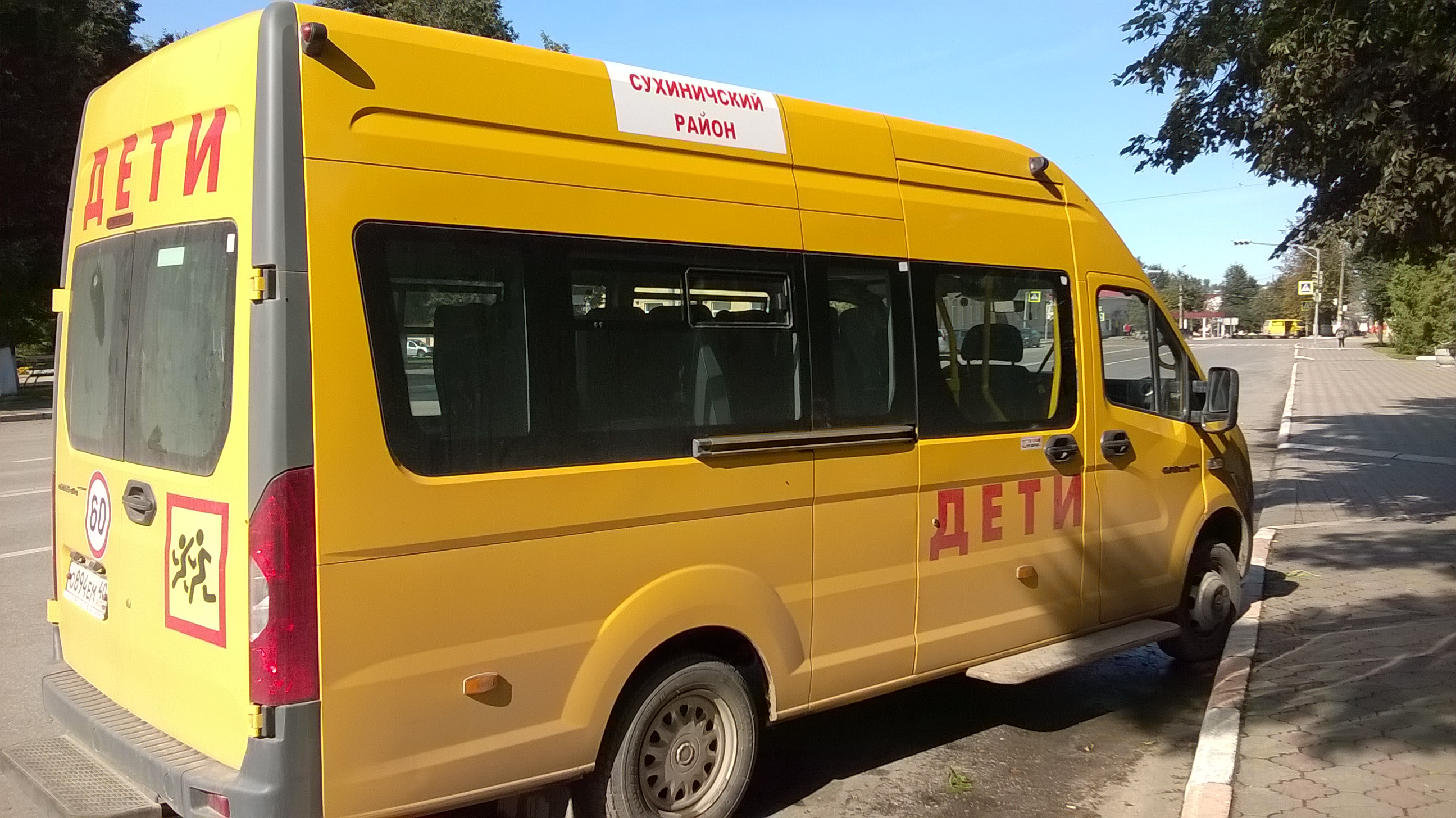
Модель «Школьный автобус»
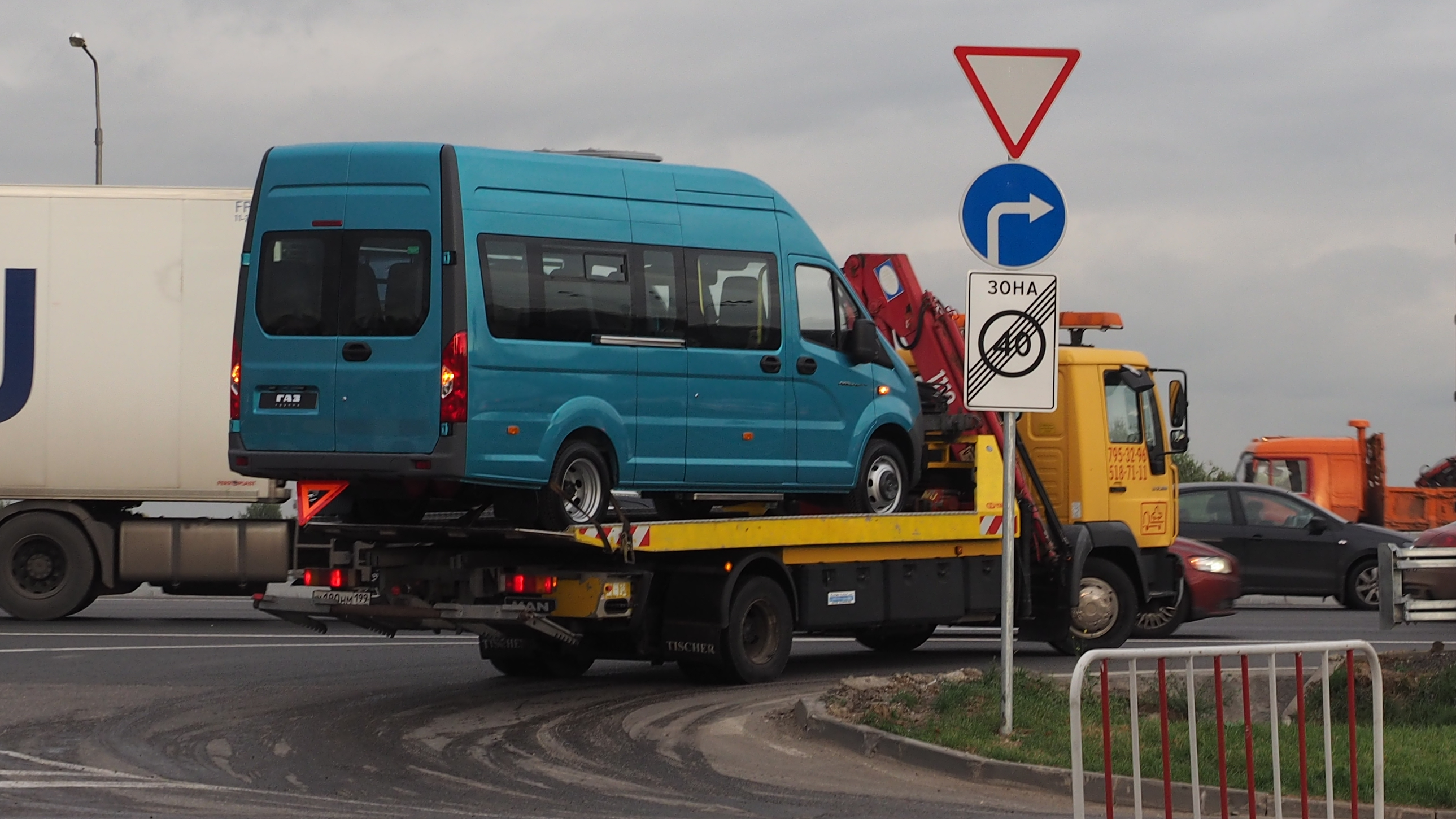
Проект «Фургон» после КомТранс
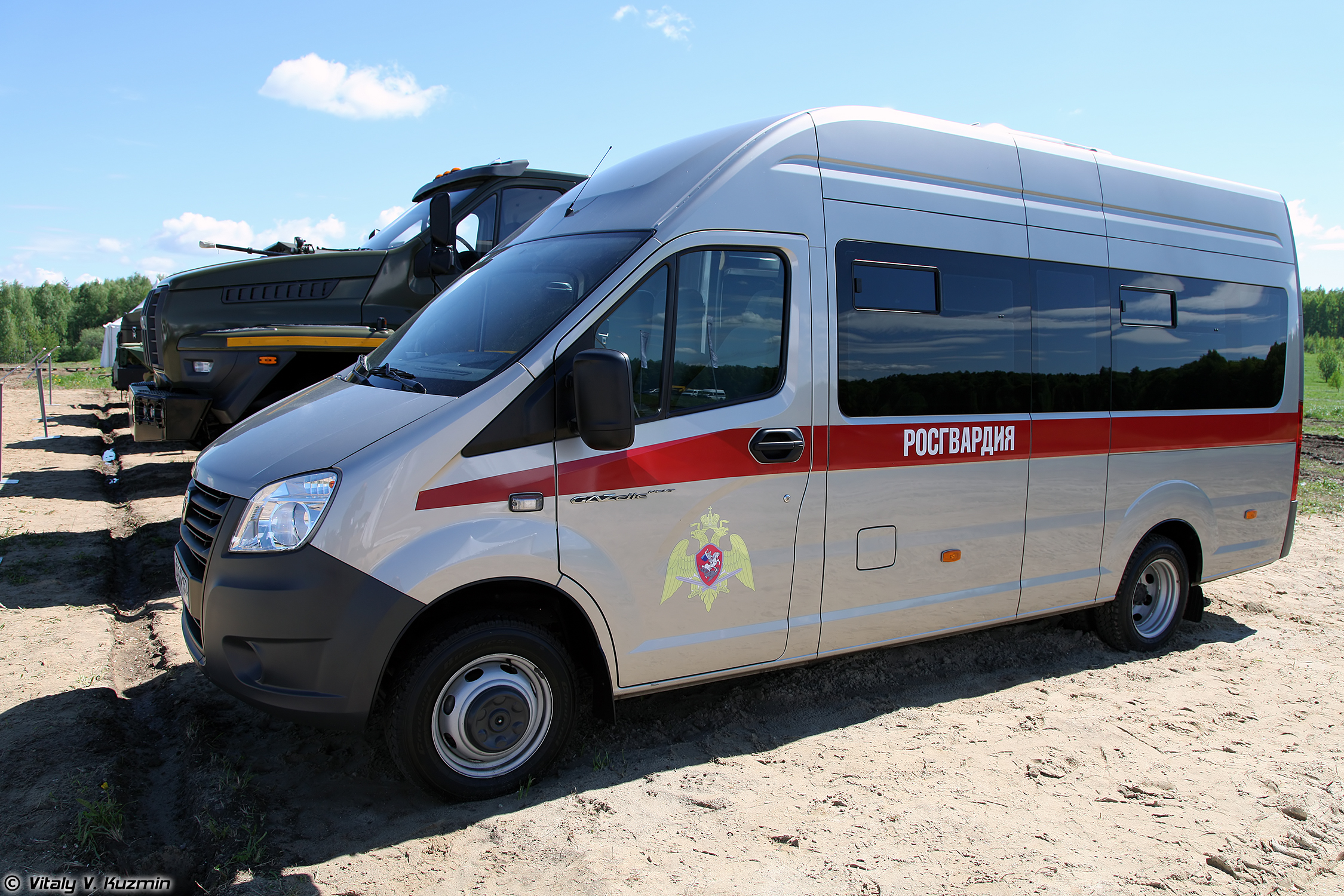
Модель для Росгвардии
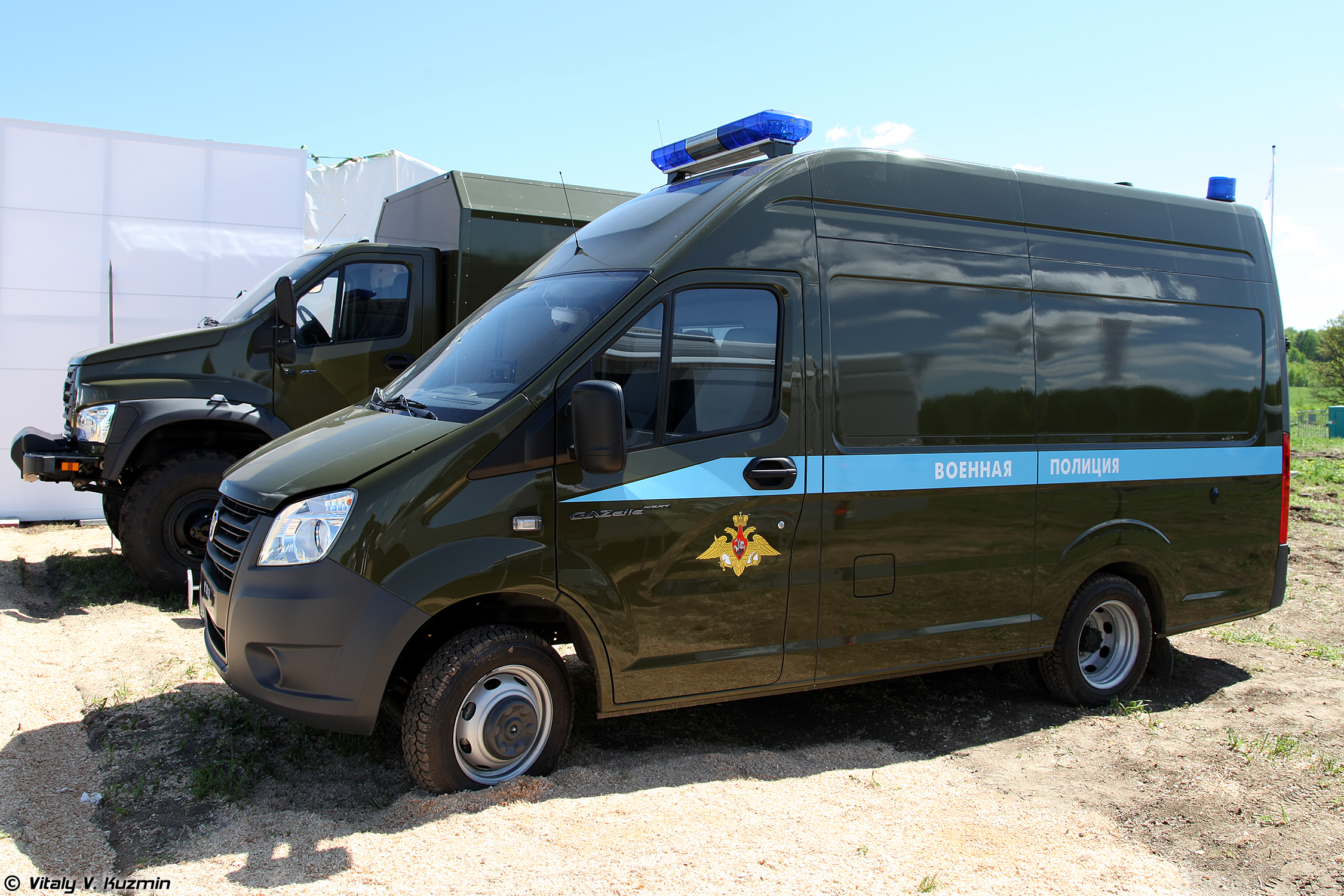
Модель для военной полиции
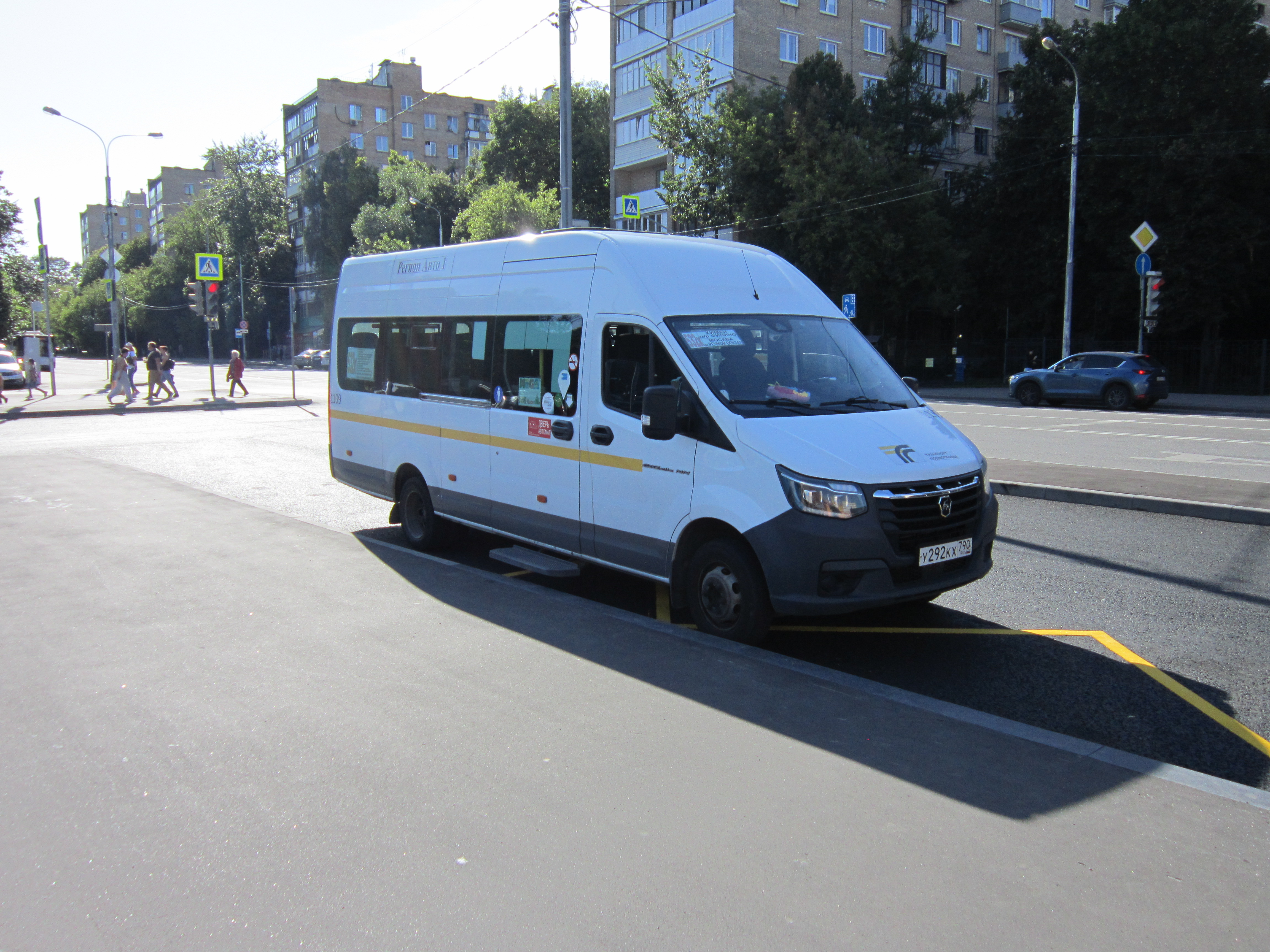
Автобус ГАЗель NN (ГАЗ-A65R52 Next) на Фестивальной улице в Москве, маршрут Московской области № 532к